# Speyeria montivaga
Speyeria montivaga är en fjärilsart som beskrevs av Hans Hermann Behr 1863. Speyeria montivaga ingår i släktet Speyeria och familjen praktfjärilar. Inga underarter finns listade i Catalogue of Life.